# Allan Bloom
Allan David Bloom (Indianapolis - 14 de setembre de 1930 - Chicago - 7 de octubre de 1992) va ser un filòsof estatunidenc. Es va doctorar a la Universitat de Chicago el 1955 i va cursar el postdoctorat a la Universitat de Heidelberg. Deixeble de Leo Strauss, va ser professor a les universitats de Yale, Cornell, Toronto, Tel-Aviv i La Sorbona.
Va assolir un important prestigi internacional per la seva obra The Closing of the American Mind (1987), on fa una dura crítica de la cultura i la societat estatunidenques, especialment de la vida i educació universitària.

## Obres
- Bloom, Allan. Closing of the American Mind (en anglès).  Simon and Schuster, 2008. ISBN 9781439126264.[3][4][5]
- Bloom, Allan; Jaffa. Shakespeare's Politics (en anglès).  University of Chicago Press, 1981. ISBN 9780226060415.[6]
- Bloom, Allan. Shakespeare on Love and Friendship (en anglès).  University of Chicago Press, 2000. ISBN 9780226060453.
- Rousseau, Jean-Jacques; Bloom; Butterworth; Kelly; Alembert. Letter to D'Alembert and Writings for the Theater (en anglès).  UPNE, 2004. ISBN 9781584653530.[7]
- Plato; Bloom. The Republic of Plato (en anglès).  Basic Books, 1991. ISBN 0465069347 [Consulta: 1r novembre 2021].[8]
- Bloom, Allan David. Marriage and Morals: The Modern Predicament (en anglès).  Loyola University of Chicago, 1983.
- Bloom, Allan David. Love and Friendship (en anglès).  Simon & Schuster, 1993. ISBN 9780671673369.[9][10]
- Bloom, Allan David; Kautz. Confronting the Constitution: The Challenge to Locke, Montesquieu, Jefferson, and the Federalists from Utilitarianism, Historicism, Marxism, Freudianism, Pragmatism, Existentialism... (en anglès).  AEI Press, 1990. ISBN 9780844737003.
- Bloom, Allan David. Giants and Dwarfs: Essays 1960-1990 (en anglès).  Simon & Schuster, 1991. ISBN 9780671747268.[11]
- Bloom, Allan. Amor y amistad (en castellà).  Andres Bello, 1996. ISBN 9789561313910.
- Bloom, Allan. Gigantes y enanos: la tradición ética y política de Sócrates a John Rawls (en castellà).  GEDISA, 1999. ISBN 978-84-7432-766-3.